# Hatchiana tsurugisanus
Hatchiana tsurugisanus es una especie de coleóptero de la familia Cantharidae.

## Distribución geográfica
Habita en Japón.